# Anlieger

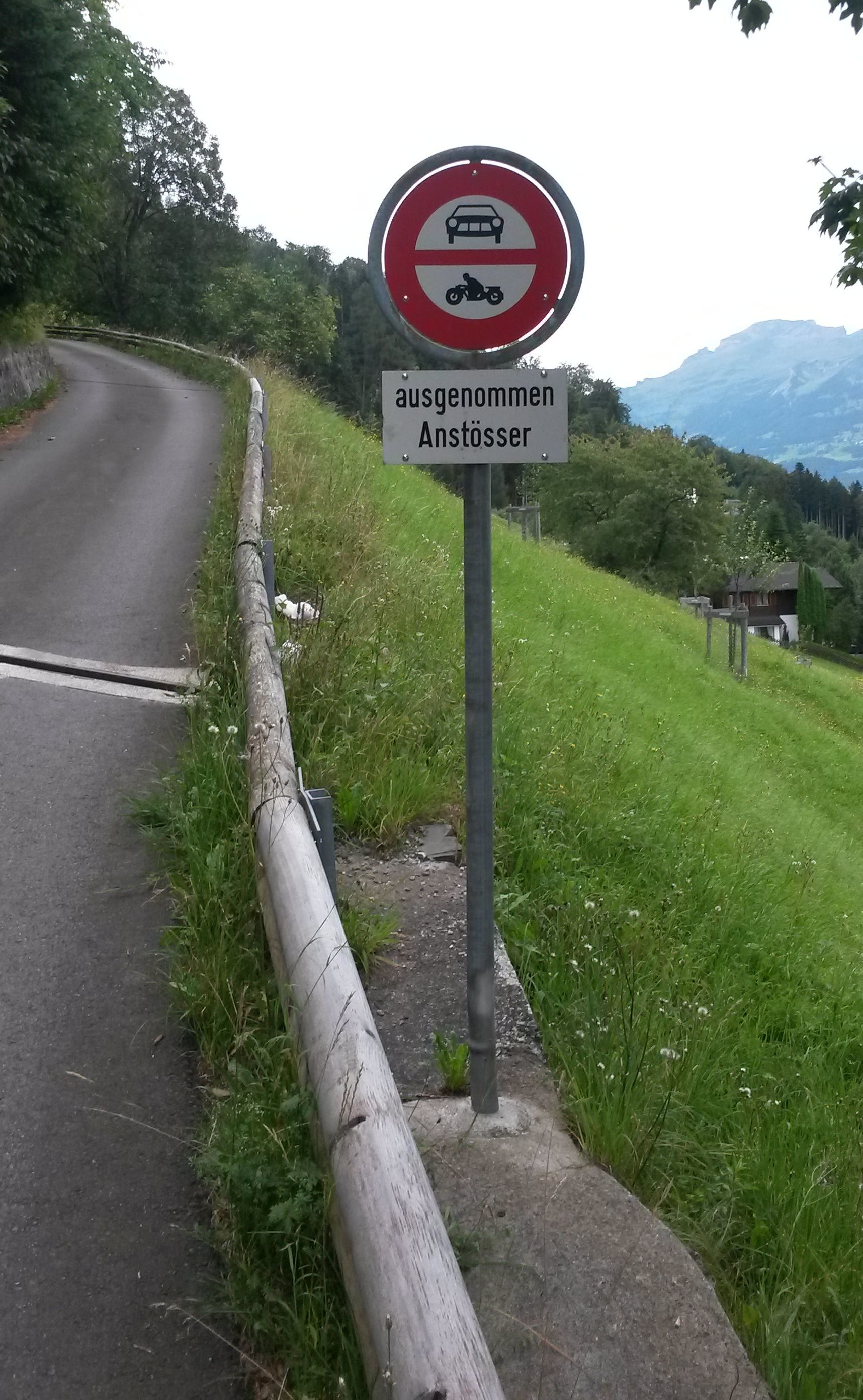
Verkehrszeichen mit Zusatztafel „Anstösser“ in Planken (Fürstentum Liechtenstein).

Anlieger (besonders in Deutschland, auch Anwohner), Anrainer (besonders in Österreich), Anstösser (besonders im Schweizerischen) bezeichnet den unmittelbar angrenzenden oder direkt beteiligten Nachbarn einer Liegenschaft oder eines Rechtsgutes. Das betrifft sowohl die Nachbarn untereinander als auch die gemeinsamen Nachbarn eines öffentlichen Raumes, etwa im Straßenverkehr.
Anlieger, die Eigentümer oder Nutzungsberechtigte eines Grundstücks oder eines Gebäudes sind, sind Rechtssubjekte auch in Angelegenheiten der nachbarlichen Liegenschaften, um die jeweiligen Interessen zu wahren.

## Bezeichnungen und Begriffe
Anlieger (oder Straßenanlieger) sind nach deutschem Recht Rechtssubjekte, die Eigentümer oder Nutzungsberechtigte eines Grundstücks oder eines Gebäudes sind, das an eine öffentliche Straße, an einen Wasserlauf oder an eine gemeinsame Grenze, den Rain, grenzt.
In Österreich heißen sie Anrainer. Allgemein wird unter Anrainer der Nachbar bzw. „angrenzend Wohnende“ verstanden. Für den Begriff des Nachbarn ist das räumliche Näheverhältnis maßgebend, auch über mehrere Grenzen hinweg. In diesem Zusammenhang kennt man auch den Begriff des unmittelbaren und mittelbaren Anrainers. In der Rechtssprache, besonders in Österreich, wird Anrainer im Sinne von „Anlieger“, „Grenznachbar“ verwendet.
Unter Anstösser wird in der Schweiz und Liechtenstein im Sprachgebrauch ein Anrainer, Anlieger, Anwohner, aber auch teilweise ein Hausgenosse, Nachbar oder einfach auch Mitmensch verstanden. Nach Adelung bedeutet Anstoßen, Anstösser (Anstoßung, anstoßen, anstößet, stößt, stößet) eine körperliche nachbarschaftliche Nahebeziehung / ein Angrenzen. In der schweizerischen Rechtspraxis und Politik wird das Wort auch im Sinne von Antragsteller verwendet (derjenige, der ein rechtliches oder politisches Verfahren, einen Prozess etc. anstößt).
Im Völkerrecht ist es gebräuchlich, ein an ein Gewässer bzw. Meer angrenzendes Land als Anrainerstaat zu bezeichnen, z. B. im Seerecht in der Klausel für die Schifffahrt: „Die Durchfahrt ist nur Anrainern erlaubt.“

## Rechtliche Situation

### Deutschland
Das Straßenverkehrsrecht definiert weder den Anlieger noch den Anwohner, so dass bei der Bestimmung des Anliegers der allgemeine Sprachgebrauch maßgeblich ist. Im zitierten Fall ging das Bundesverwaltungsgericht (BVerwG) davon aus, dass von Verkehrsteilnehmern – von denen in der Regel schnelle Entscheidungen zu treffen sind – nicht verlangt werden kann, dass sie besonders feine sprachliche Unterscheidungen treffen, wenn sie vor der Frage stehen, ob sie eine Straße befahren dürfen oder nicht. Es werden diejenigen Verkehrsteilnehmer vom Anliegerbegriff erfasst, die Eigentümer oder Nutzungsberechtigte eines Grundstücks sind, welches an der Straße „anliegt“. Die Anliegereigenschaft wird dabei durch rechtliche Beziehungen zu den an den gesperrten Straßen anliegenden (bebauten oder unbebauten) Grundstücken oder den auf ihnen errichteten Anlagen bestimmt. Das Bayerische Oberste Landesgericht führt dazu aus:

„Anlieger sind Personen ‚[…], die mit Bewohnern oder Grundstückseigentümern in eine Beziehung treten wollen. Dabei ist es unerheblich, ob diese Beziehung zustande kommt; die Absicht ist ausreichend. Erkennt der Anlieger bei Vorbeifahrt am betreffenden Grundstück (was auch eine Baustelle mit Bauarbeitern sein kann), dass der Gesuchte nicht erreichbar ist, kann er ohne anzuhalten weiterfahren und bleibt Anlieger. Selbst unerwünschte Besucher eines Anliegers sind zum Einfahren berechtigt.‘“

Als Anwohner gelten diejenigen Personen, die in einer bestimmten Straße einen Haupt- oder Nebenwohnsitz unterhalten. Die Begriffe „Anwohner“ und „Bewohner“ stehen verkehrsrechtlich in engem Zusammenhang mit Parkmöglichkeiten. Der Begriff „Anwohner“ verlangt eine enge räumliche Nähe zwischen Wohnung und Stellplatz, nicht notwendigerweise in der gleichen Straße, möglicherweise auch in der nächsten, eventuell auch um den Block herum. Die Bewohner wiederum werden in § 45 Abs. 1b StVO erwähnt, ohne dass sie definiert werden. Ziel dieser Bestimmung sind die Parkmöglichkeiten für Bewohner.
Als Rechtssubjekte kommen bei Anliegern natürliche Personen oder jede Art von Personenvereinigungen, auch juristische Personen, in Betracht. Ihnen gemeinsam ist, dass sie mit einem Grundstück oder Gebäude an eine Straße oder einen Wasserlauf angrenzen. „Angrenzen“ kann eine unmittelbare räumliche Nachbarschaft zur Straße oder eine mittelbare räumliche Nachbarschaft über eine Privatstraße zur Straße bedeuten. Bei letzteren handelt es sich um Hinterlieger-Anlieger, die Anlieger einer für den Verkehr gesperrten Straße sein können, welche sie befahren müssen, um direkt zu der Straße zu gelangen, an der sie selbst anliegen oder in welcher der Verkehr mit einem Anlieger im vorbezeichneten Sinne erfolgen soll.
Die Einstufung einer öffentlichen Straße als Anliegerstraße ist ein straßenrechtlicher Organisationsakt, der keine unmittelbaren Rechtswirkungen für den bloßen Straßenbenutzer entfaltet. Anders jedoch ist es bei der Widmung gegenüber den betroffenen Straßenanliegern, denn sie entfaltet unmittelbare Außenwirkung durch Handlungs-, Duldungs- und Unterlassungspflichten der Anlieger.

#### Straßenanlieger
Landesgesetze bieten eine Legaldefinition des Begriffs Straßenanlieger. Um Straßenanlieger handelt es sich nach § 14a Abs. 1 Straßen- und Wegegesetz NW bei Eigentümern oder Besitzern von Grundstücken, die an einer öffentlichen Straße liegen. Allgemein stehen öffentliche Straßen im Rahmen des Gemeingebrauchs jedermann zur Benutzung zur Verfügung („schlichter Gemeingebrauch“). Hiervon bildet die Nutzung einer Straße durch Anlieger eine Ausnahme. Anlieger haben wegen des engen räumlichen Bezugs gegenüber dem „normalen“ Straßenbenutzer ein gesteigertes Bedürfnis an der Nutzung der Straße. Der rechtlich geschützte Bereich des Anliegers umfasst:
- die Gewährung der Verkehrsverbindung (Zufahrt, Zugang),
- die Gewährung von Licht und Luft für die auf dem Anliegergrundstück stehenden Gebäude,
- die Gewährung der geschäftlichen Kommunikation mit den Verkehrsteilnehmern und
- den (Mit-)Gebrauch des Grundstücks für eigene Zwecke des Anliegers.

Straßenanlieger genießen Rechtsschutz für diese Rechte.
Anliegerrecht und Anliegergebrauch
Das Anliegerrecht ist allgemein darauf ausgerichtet, die Verbindung mit dem öffentlichen Straßennetz zu gewährleisten. Es fußt jedoch nicht mehr auf Art. 14 Abs. 1 GG, sondern ist ein subjektives Recht, das sich aus dem Straßenrecht ergibt. Der Gesetzgeber habe hiernach in besonderem Maße auf die Interessen der Eigentümer von Anliegergrundstücken Rücksicht zu nehmen, denn vor allem sie seien auf den Gebrauch der Straße angewiesen.
Allgemein wird hierbei zwischen einem selbständigen Anliegerrecht und dem Anliegergebrauch unterschieden. Während das Anliegerrecht aus der Erschließungsfunktion mit Erhaltung der Zugangsmöglichkeit vom Grundstück zur Straße folgt, verleiht der Anliegergebrauch dem Straßenanlieger die Befugnis, die an das Grundstück angrenzenden Straßenteile auch über den allgemeinen Verkehrsgebrauch hinaus zu nutzen. Der Verwaltungsgerichtshof Baden-Württemberg hat Anliegern gegen die Höherstufung einer Straße aus Art. 14 und Art. 2 Abs. 1 GG eine Anfechtungsbefugnis beim Verwaltungsakt eingeräumt, weil sie durch den zusätzlichen Verkehr in diesen Grundrechten beeinträchtigt werden könnten.
Anliegerverkehr

Das Zusatzzeichen 1020–30 Anlieger frei ist nur in Verbindung mit einem anderen Verkehrszeichen gültig

Anliegerverkehr (Gegensatz: Durchgangsverkehr) ist im Verkehrsrecht der Verkehr einer Straße oder eines Straßenzuges, dessen Fahrtquellen oder Fahrtziele innerhalb dieser Straße oder dieses Straßenzuges liegen. Nach der Verkehrsart gehört der Anliegerverkehr zum Quellverkehr, Zielverkehr oder Binnenverkehr. Straßen, die zur Verkehrsberuhigung für alle Fahrzeuge gesperrt und mit einem entsprechenden Verkehrszeichen gekennzeichnet sind, werden meistens durch ein Zusatzzeichen für die Anlieger freigegeben. Dieses erlaubt die Zufahrt zu Grundstücken oder Gebäuden mit Zugang zur gesperrten Straße. Der Anliegerverkehr ist als Ausnahme von einer Sperre für den Fahrzeugverkehr durch ausdrückliche Erlaubnis in Verbindung mit einem Verbotsschild gestattet. Dazu ist die Benutzung der Sperrstraße durch Dritte zum Verkehr mit dem Anlieger erlaubt, wenn das Fahrtziel eines der anliegenden Grundstücke ist (etwa Besucher, Lieferanten, Kunden, Patienten).

#### Rechtsfragen
Das Zusatzzeichen „Anlieger frei“ (ZZ 1020-30) nimmt Fahrzeuge vom Verkehrsverbot aus, deren Führer ein Grundstück innerhalb der gesperrten Straße privat oder geschäftlich aufsuchen wollen. Zum Anliegerverkehr zählt sowohl der Straßenanlieger selbst als auch der Straßenverkehr derer, die aus irgendeinem Anlass Anlieger aufsuchen wollen. Der Anliegerverkehr ist wegen der Erschließungsfunktion von Ortsstraßen durch die allgemeine Zwecksetzung der Straße und nicht durch das Interesse eines subjektiv bestimmten Personenkreises legitimiert. Es spielt dabei auch keine Rolle, dass eventuell ein großer Personenkreis den grundsätzlich gesperrten Weg nutzen kann. Maßgebend muss die gewollte Beziehung zu einem Anlieger oder Anliegergrundstück sein. Berechtigter Benutzer ist
- jeder – auch unerwünschte – Besucher eines Anliegers[28],
- derjenige, der einen Anlieger oder einen Besucher des Anliegers abholen will[29],
- derjenige, der eine Person in der Straße nur abholen will und gleich weiterfährt, weil eben jene Person dort nicht anzutreffen ist[30] oder
- derjenige, der einen Automaten in der Sperrzone erreichen will.[31]

Wer in die gesperrte Straße nur einfahren will, um dort zu parken, ist nicht Anlieger.

### Österreich

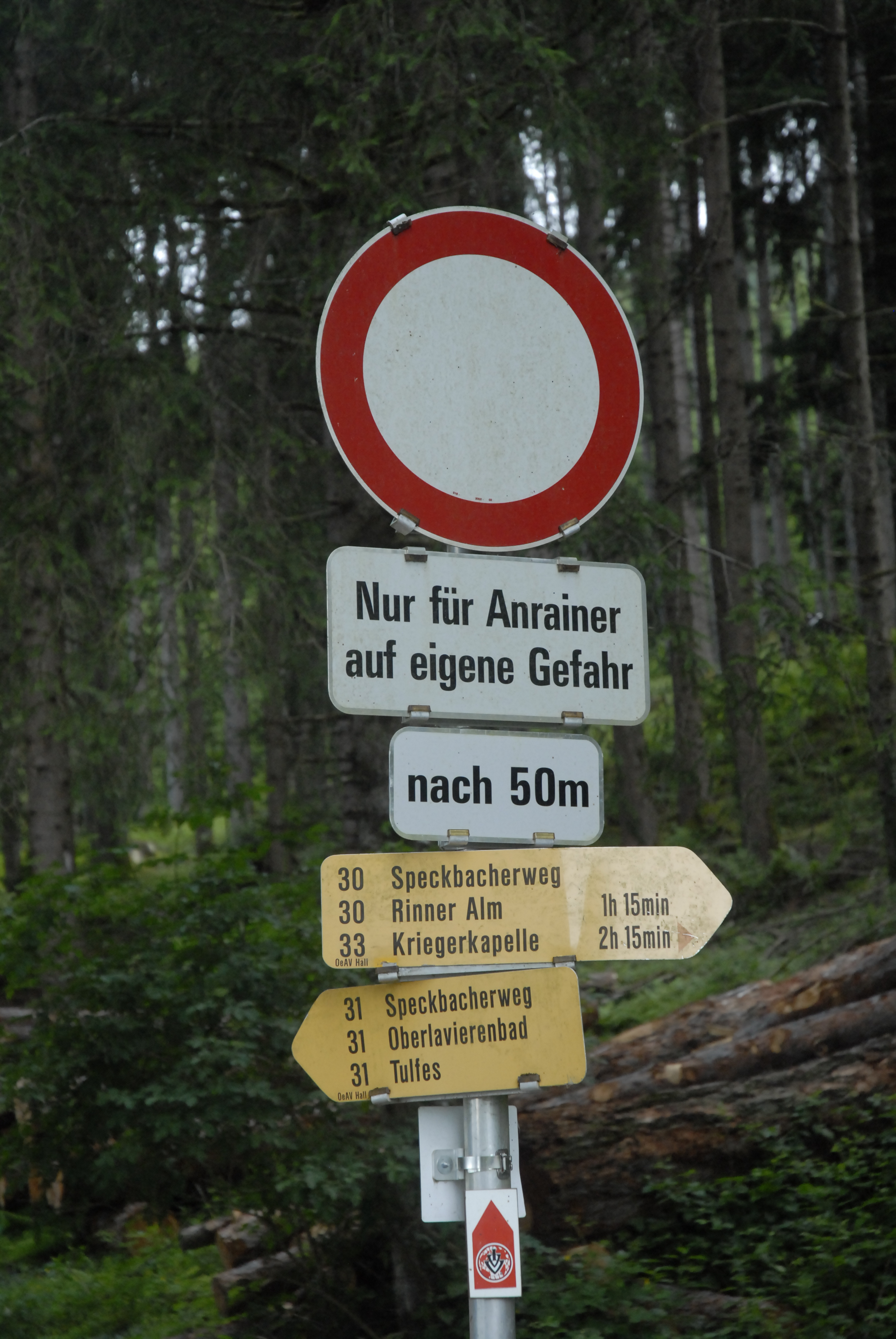
Anrainer dürfen hier auf eigene Gefahr passieren

Die österreichische Straßenverkehrsordnung kennt den Anrainerbegriff unter anderem in Verbindung mit Fahrverboten. Diese können mit Ausnahmen für „Anrainer“ oder den „Anrainerverkehr“ versehen sein. Der Unterschied liegt darin, dass im ersten Fall nur der Anrainer selbst über dieses Straßenstück zufahren darf, im zweiten auch alle, die zu den betroffenen Anrainern möchten. Dazu entschied der österreichische Oberste Gerichtshof allerdings am 27. September 1984:

„Der durchschnittliche Verkehrsteilnehmer wird die Zusatztafel ‚Ausgenommen Anrainer‘ zwanglos dahin verstehen, dass damit der Verkehr nicht nur für die Anrainer, sondern auch für deren Besucher, Gäste, Lieferanten etc. gestattet wird. Zwischen den Zusätzen ‚Anlieger frei‘ oder ‚Frei für Anlieger‘ einerseits und ‚Anliegerverkehr frei‘ andererseits ist nicht zu unterscheiden. In beiden Fällen ist das Befahren der Straße nicht bloß durch Anlieger, sondern auch der Verkehr mit den Anliegern zulässig.“

Die meisten Rechtsordnungen im Bauwesen (Bauordnungen) verstehen unter den Anrainern eines Bauprojekts die Eigentümer von Liegenschaften (oder Grundstücken) die entweder direkt an das Bau-Grundstück grenzen, oder gegenüber (jenseits der Straße) liegen. Die Anrainer eines Bauvorhabens haben im Bauverfahren Parteistellung und besitzen einen Anspruch auf die Einhaltung ihrer subjektiv-öffentlichen Nachbarrechte. Sie haben Einsicht in die Akten und werden von der Baupolizei (Bauamt) in der Regel – je nach Art des Bauvorhabens und der jeweiligen länderspezifischen Bauvorschriften – zur Bauverhandlung eingeladen, weil sie verschiedene Einspruchsmöglichkeiten haben.